# Су Сюелінь
Су Сюелінь (кит.: 蘇雪林; 24 лютого 1897, Руйяно, Чжецзян, Китай – 21 квітня 1999, Тайнань, Тайвань) — китайська письменниця і науковиця.

## Ранні роки
Су Сюелінь народилася у 1897 році у сім'ї держслужбовців, яка походила з провінції Аньхой. Її дідусь — Су Джінхін — служив урядником у кількох регіонах провінції Чжецзян, де народилася Су Сюелінь. У матері Су Сюеліні було прізвище Ту, але вона не мала офіційного імені, тому її кликали То-Ні. Батько Су займав незначну офіційну посаду, спершу під час правління династії Цін, а потім — Республіки Китай (1912—1949). У Су було троє братів і дві сестри.

## Освіта і кар'єра
Су Сюелінь навчалася у провінції Аньхой, а пізніше у Пекіні під керівництвом Ху Ши. Під час «Руху четвертого травня» вона написала есе «Зелене небо» і роман «Колюче серце», які отримали схвальні відгуки критиків. У 1922 році вона поїхала до Франції і повернулась до Китаю у 1925 році. Потім Су викладала в Університеті Сучжоу і в Уханьському університеті.
Була опоненткою Лу Сіня — сучасного китайського письменника і публіциста — і писала Цай Юаньпею, щоб відрадити його від посади голови комітету з підготовки похорону Лу після його смерті в 1936 році. Це викликало гнів із боку лівих у Китаї, які голослівно критикували Су. У 1949 році, коли Комуністична партія Китаю скинула республіку, вона переїхала до Гонконгу, де їй була запропонували посаду коректорки та перекладачки при Католицькій церкві у Гонконзі. Однак, Су не мала змоги знайти матеріали для свого дослідження у Гонконзі, тому за рік потому вона вирушила до Європи, отримавши допомогу від католицької церкви. Після відвідин Ватикану, вирушила до Франції. Перебуваючи там, відвідувала курси у Колеж де Франс, де на неї вплинули такі вчені як Едуард Поль Дорм, Пол Демівіль і Жорж Дюмезіль. Однак, Су зрозуміла, що французька синологія не має значення для її дослідження, тому два роки по тому вона залишила Францію. Приблизно у цей період вона змінила фокус свого дослідження, звертаючись до стародавніх текстів, написаних, наприклад, Цюй Юанем, а також до текстів давньогрецької і римської міфології.
З 1952 року Су викладала у Тайвані: у Національному Тайванському університеті і Національному університеті Ченг Кунг. Вона вийшла на пенсію у 1973 році й була нагороджена титулом почесного професора Національного університету Ченг Кунг.

## Особисте життя
У 1924 році Су навернулася до католицької церкви. У своїй автобіографічній книзі «Fu Sheng Jiu SI» Су зазначила, що вона є нащадком Су Че — видатного поета династії Сун.